# وفاة مهسا أميني
وفاة مهسا أميني هي حادثةٌ وقعت يوم 16 أيلول/سبتمبر 2022 في العاصِمة الإيرانيّة طهران، حينَ فارقت شابة إيرانية تُدعى مهسا أميني الحياة عقبَ إلقاءِ القبض عليها من قِبل شرطة الأخلاق التي تتبعُ الحكومة الإيرانيّة. أحدثت قضيّة مقتلها ضجّةً على المستويين الإيراني والعالَمي، خاصّة أن شرطة الأخلاق اعتقلتها بسبِ عدم ارتداءها للحجاب بـ «طريقة سليمة». أكّدت عددٌ من المصادر المبنيّة على أقوال شقيقها الذي كان لجانبها يوم اعتُقلت فضلًا عن أقوال بعض النساء اللاتي احتُجزنَ رُفقتها تعرّضت أميني للضربِ والتعذيب بعد مقاومتها للشتائم والإهانات التي وُجّهت لها من قِبل عناصر يتبعون شرطة الأخلاق، ورجَّحت ذاتُ المصادر أنها عانت من نوبة قلبية ودماغية دخلت على إثرها في غيبوبة حتى اليوم الذي أعلنت فيهِ وكالة فارس للأنباء خبرَ وفاتها في «ظروف غامضة» وذلك بعد يومينِ على اعتقالها.
سُرعان ما أصبحت مهسا إحدى أشهر ضحايا العنف ضدّ المرأة في إيران، وردًا على الاحتجاجات التي اندلعت عقبَ وفاتها اتصلَ الرئيس الإيراني إبراهيم رئيسي بعائلتها لتعزيتها كما طالبَ من وزير الداخلية أحمد وحيدي «التحقيق في سبب الحادث باهتمام خاص وعاجل». نشرت وكالة الأنباء الإيرانية في وقتٍ لاحقٍ بعضًا من نتائج تقرير الطبّ الشرعي بعد تشريحِ جثّة مهسا والذي وردَ فيه أنّ «الجثّة كانت خاليّة من علامات إصابات في الرأس أو الوجه أو كسور في قاعدة الجمجمة»، لكنّ والد الضحيّة وصفَ التقرير الأولي وتقرير الحرس الثوري بـ «الكاذب» مؤكّدًا أنّ السلطات «غطَّت وجهها وجسدها للدرجة التي لم يعد فيها رؤية أيّ شيء ممكنًا»، مُضيفًا أنّه وباقي أفراد العائلة شاهدوا جزءًا من ساقها فحسب، وظهرت عليه كدمات واضحة. نجحَ مخترقون مجهولون في تسريبِ الفحوصات الطبيّة التي خضعت لها جمجمة الضحيّة والتي أظهرت كسورًا في العظام و‌وذمةً على مستوى الدماغ.
خلَّفت وفاة الشابّة الإيرانيّة غضبًا كبيرًا تحوَّل لسلسلةٍ من الاحتجاجات التي بدأت في مدينة سقز مسقط رأسها وامتدَّت مع توالي الأيام لعشرات المدن بما في ذلك العاصِمة طهران وغيرها من المُدن الكبيرة، كما حظيت قضيّتها بصدى وردود فعل عالميّة بدءًا من المفوضية السامية للأمم المتحدة لشؤون اللاجئين التي نشرت عددًا من التقارير التي تُركّز على العنف ضد المرأة في إيران وصولًا إلى بيانات عشرات المنظمات الدولية الحقوقيّة التي أدانت «العنف الممارَس» من قِبل شرطة الأخلاق على النساء، وعلاوةً على ذلك فقد فرضت وزارة الخزانة الأمريكية عقوبات على عددٍ من قادة شرطة الأخلاق وقادة آخرون في منظمات أمنيّة ثانية.
تصاعدت حدّة الاحتجاجات طوال الأسبوع الأول الذي لحقَ جنازة مهسا، حيثُ شهدت التظاهرات هتافاتٍ مطالبةٍ بإسقاط النظام والتوقّف عن اضطهاد الإيرانيات والمطالبة بمحاسبة المسؤولين، كما شهدت بعضُ الاحتجاجات حرقًا لعددٍ من السيارات ولمقرّاتٍ تتبعُ الشرطة. قمَعت الحكومة الإيرانيّة منذُ اليوم الأول أغلب المظاهرات باستعمالِ خراطيش المياه والغاز المسيل للدموع والرصاص المعدني وتطوَّر الأمر ليصلَ إلى استعمالِ الرصاص الحيّ ما تسبَّبَ في سقوطِ عشرات القتلى ومئات الجرحى، كما أقدمت الحكومة على تقييد الوصول لتطبيقي واتساب وإنستغرام، قبل أن تُقيّد الوصول لشبكة الإنترنت بالكامل في عددٍ من المدن وذلك للحدّ من قدرة المتظاهرين على التنظيم.

## خلفيّة

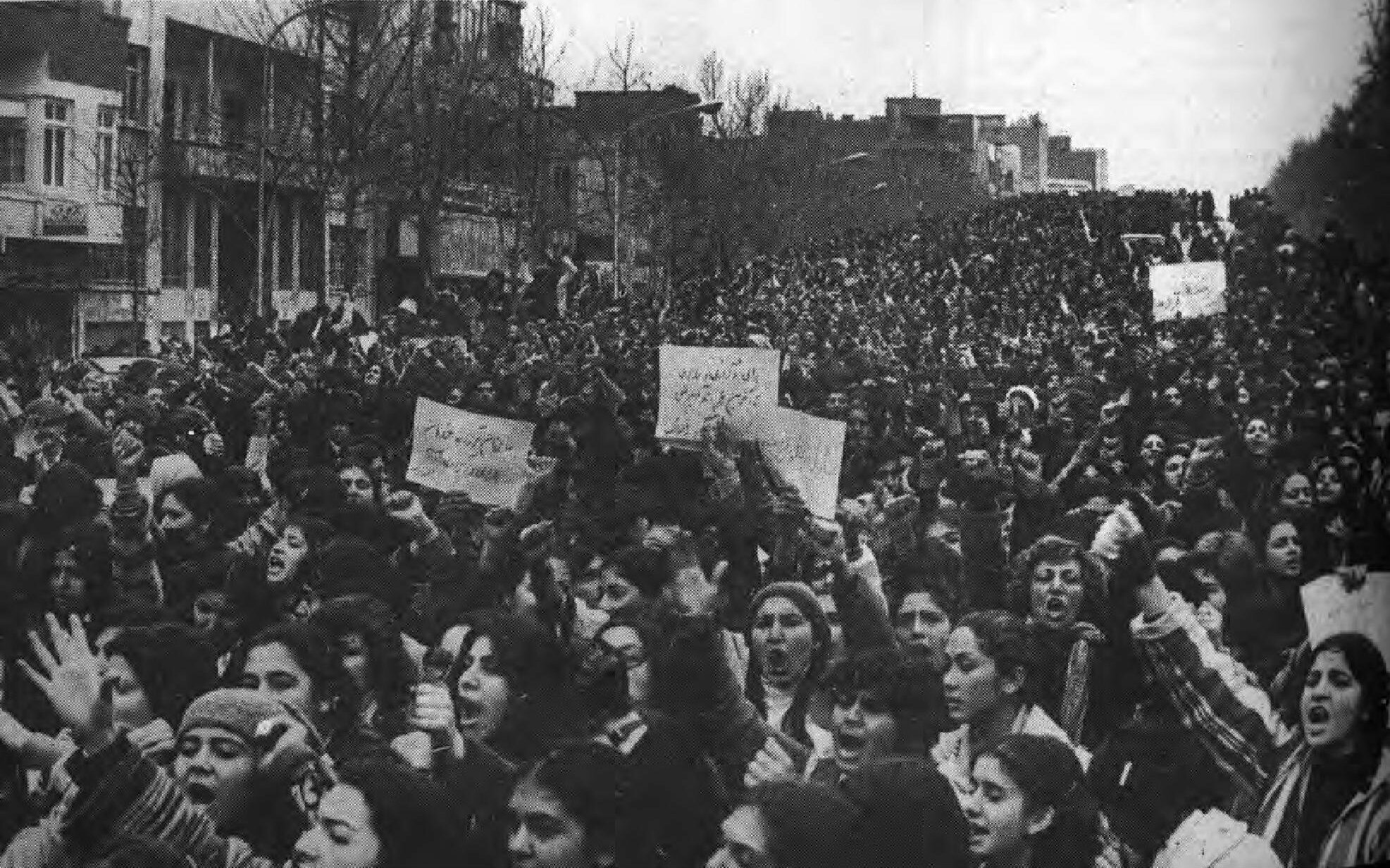
احتجاجات 1979 في يوم المرأة الإيرانية ضد قوانين الحجاب الإلزامية.

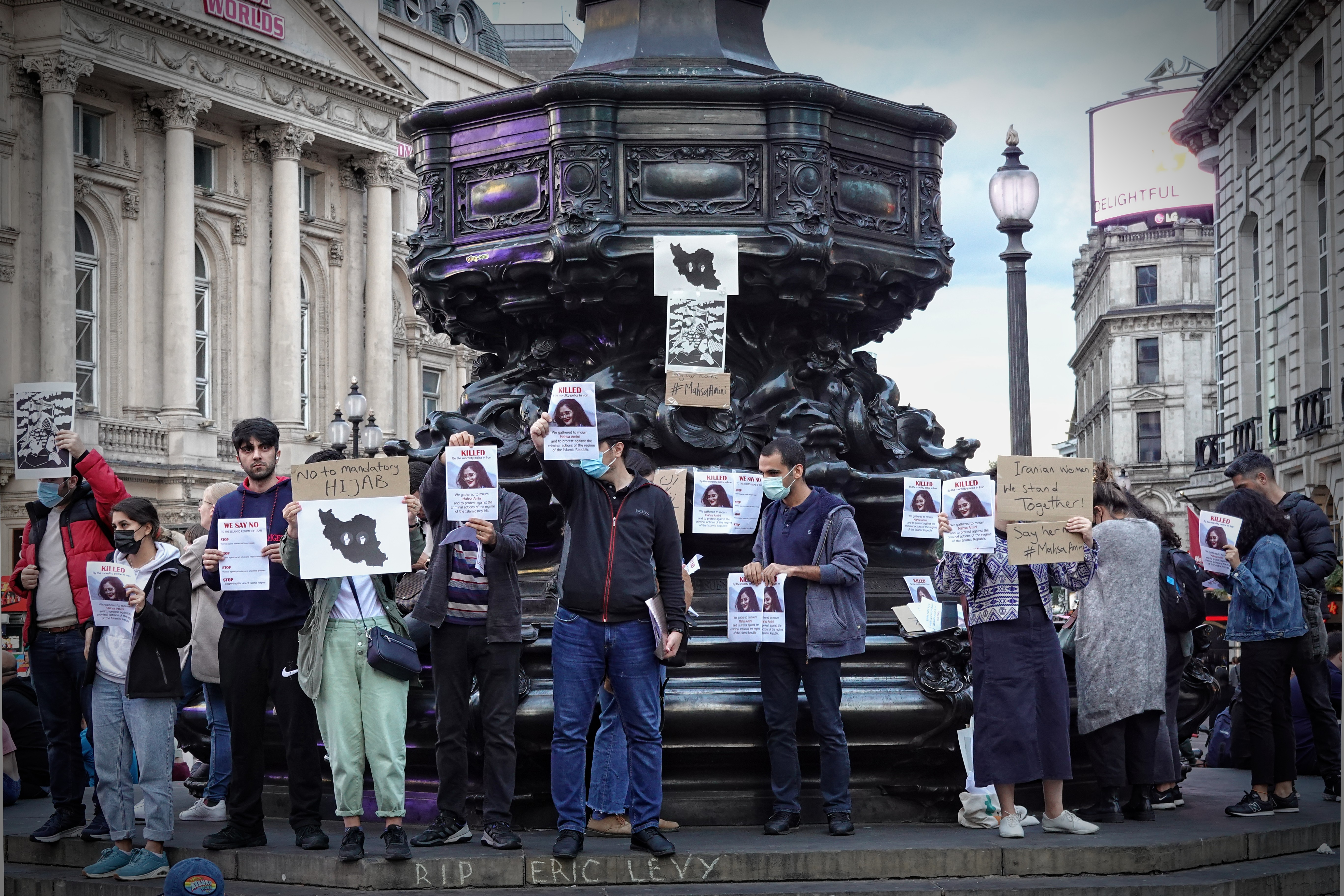
احتجاج في ميدان بيكاديللي بلندن ضد الحجاب الإلزامي في إيران.

سنَّ النظام الإيراني ما يُشبه قواعد تتعلّق بـ «اللباس المناسب» للنساء وذلك بعد وقتٍ قصيرٍ من اندلاعِ الثورة الإسلاميَة عام 1979. تعملُ هذه القواعد كمبادئ توجيهية عامّة، وتعتمد في تفاصيلها على السياق، ولكنها تُلزم الإيرانيات عادةً بتغطية شعرهنّ، وارتداء ملابس فضفاضة تُغطّي منطقة الصدر. يتمُّ فرض قواعد لباس على الرجال أيضًا، لكنها أقلُّ صرامة بكثير مُقارنةً بالقواعدِ المفروضة على النساء. تنصُّ المادة 638 من قانون العقوبات الإيراني على «السجن من يومين إلى 10 أيام، وغرامة من 50000 إلى 500000 ريال إيراني لمن يرتدي أو ترتدي زيًا غير إسلامي».

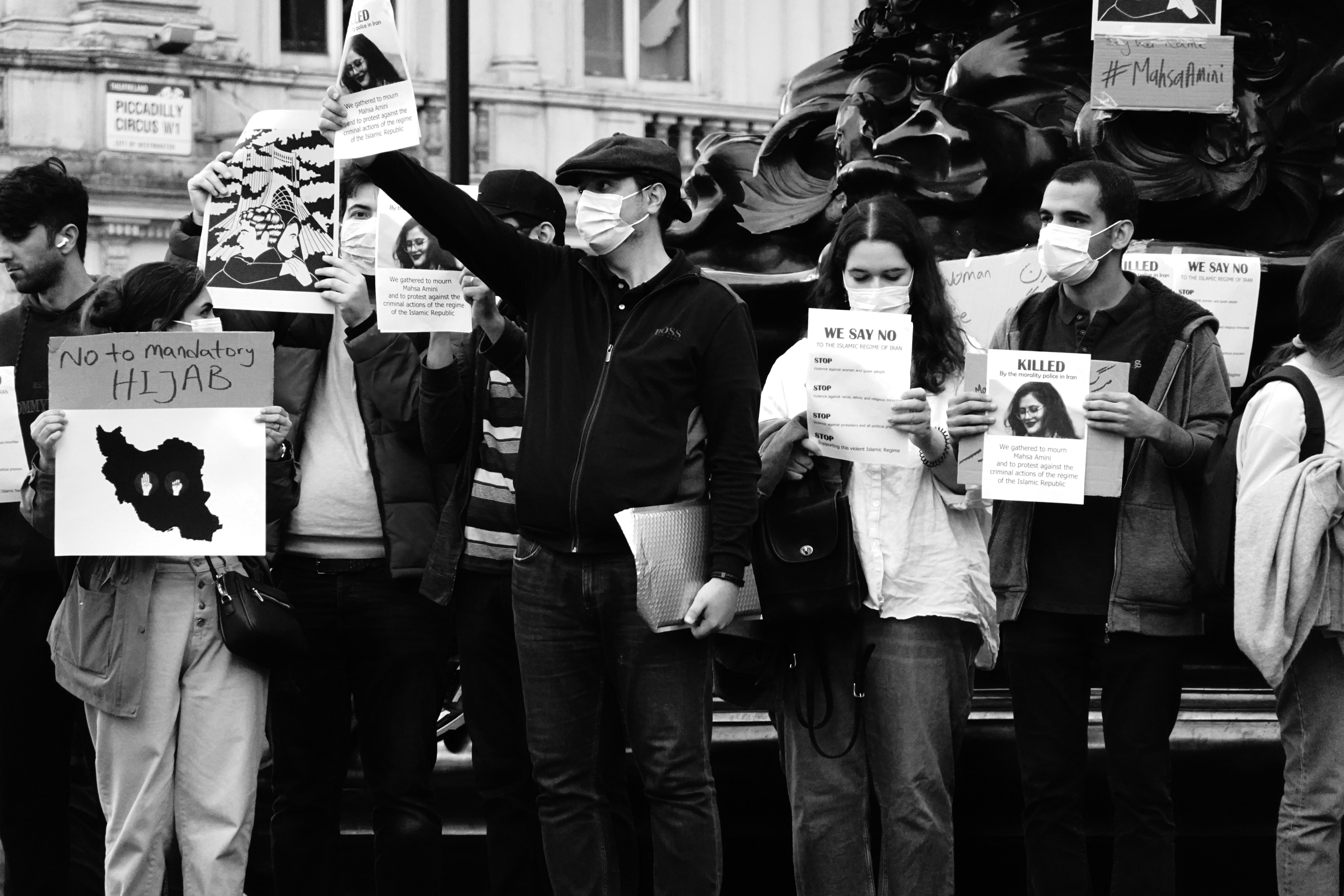
محتجون في لندن.

طرأت تغييرات كبيرة على الملابس في المجتمع الإيراني في العقد الأول من القرن الحادي والعشرين، وظهر عدم التزام البعض فيما يخصُّ ارتداء الحجاب على الطريقة الإسلاميّة، وهو ما دفعَ شرطة الأخلاق إلى القيامِ بحملات متقطعة ومتفرّقة لتنبيه النساء لفظيًا بخصوص ملابسهنّ ووصلَ الأمر في بعض الحالات للاعتقال، حيث يجري نقلُ المعتقَلة إلى مركز حجزٍ وفيه يجري إعادة توجيهها وتذكيرها بلوائح وقواعد اللباس لساعات قبل التوقيع على تعهدٍ بعدمِ مخالفة البنود المذكورة في اللوائح.
أصبحَ في وقتٍ ما تعنيفُ الإيرانياتِ اللاتي لا يرتدينَ الحجاب على «الطريقة الصحيحة» أمرًا شائعًا سواءً أكانَ من قبل الموظفين والموظفات المكلفات بإنفاذ القانون، أو من قبل الحراس الموالين للنظام. زادَ عددُ الاحتجاجات ضد الحجاب الإلزامي في السنوات الأخيرة، بما في ذلك احتجاجات الفتيات اللاتي عُرفنَ باسمِ فتيات شارع الثورة عدا عن احتجاجات أو تدخلات فرديّة مثلما حصلَ في عام 2019 عندما هاجم مُحتجّون سيارة شرطة الأخلاق وأطلقوا سراح امرأتين مُحتجزتَين. على الجانب المُقابل فقد نُقلَ في عام 2020 عن المرشد الأعلى خامنئي قوله إنّ «النساء المُحجَّبات بشكل غير مناسب يجبُ أن يشعرنَ بعدم الأمان» وهي مقولةٌ يُردّدها المسؤولون ورجال الدين في إيران عندَ الحديث عن موضوع الحجاب.

## الاعتقال
مهسا أميني وتُعرف أكثر باسمها الكردي جينا أميني هي مواطنة إيرانية كانت تبلغُ من العمر 22 عامًا حين مقتلها. تنحدرُ مهسا من مدينة سقز التي تتبعُ محافظة كردستان. نشأت في وسطِ عائلةٍ مثقفةٍ، وعاشت في مدينة كردية تعرّضت لقمعٍ شديدٍ من قِبل الحكومات الإيرانية المُتعاقِبة. اعتُقلت مهسا من طرفِ شرطة الأخلاق – التي تُعرَف أيضًا باسمِ شرطة الآداب – في حوالي الساعة السادسة من مساء يوم الثلاثاء الموافق للرابع عشر من أيلول/سبتمبر 2022 بالقربِ من محطة مترو الشهيد حقاني الواقعة على طريق الشهيد حقاني السريع في العاصِمة طهران أثناء تواجدها هناك مع شقيقها. احتجَّ شقيقها كيارِش أميني على اعتقالها لكنّ شرطة الأخلاق أخبرت كيارِش أنها ستَنقل مهسا إلى مركز احتجازٍ للقيامِ بـ «فحص روتيني» وسيُطلَق سراحها في غضون ساعة، لكنّ شيئًا ما حصل بعدما نَقلت سيّارة إسعافٍ مهسا إلى مستشفى كسرى.

## الوفاة
دخلت مهسا في غيبوبةٍ خلالَ وجودها في مستشفى كسرى بطهران، قبل أن يُعلنَ بشكل غير رسمي خبر «وفاتها» في السادس عشر من أيلول/سبتمبر وذلك بعد يومينِ من الاعتقال. أصدرَ مستشفى كسرى الذي دخلت له أميني بيانًا على إنستغرام ذكرَ فيه أنّ الشابة الإيرانيّة كانت ميّتة دماغيًا حينَ وصلت للعيادة قبل أن يَحذف المنشور.
على الجانبِ المُقابل فقد لاحظَ شقيق أميني الذي رافقها للعاصِمة كدماتٍ على رأسها ورجليها، فيما أكّدت النساء المُحتجَزات مع أميني تعرّض الأخيرة للضربِ المبرح بعدَ مقاومتها إهانات وشتائم عناصر من شرطة الأخلاق الذين ألقوا القبض عليها. مالَ عددٌ من الأطباء للقولِ أنّ أميني تعرَّضت لإصابةٍ في الدماغ وذلك بناءً على عددٍ من الأعراض بما في ذلك النزيف من الأذنين والكدمات تحت العينين. نجحَ مخترقون مجهولون في تسريبِ الفحوصات الطبيّة التي خضعت لها جمجمتها، والتي أظهرت كسورًا في العظام ونزيفًا ووذمةً في الدماغ.
أثارَ خبرُ مقتل مهسا أميني ضجّةً كبيرةً وسطَ إيران وخارجها كما حرَّك مشاعر الشعب الإيراني الذي خرجَ مجددًا للتظاهرِ والاحتجاجِ ضدّ شرطة الأخلاق وفرضِ الحجاب. أكّدت وكالة أنباء فارس – وهي وكالة شبه رسميّة في إيران – خبر «وفاة» مهسا في وقتٍ ما من السادس عشر من أيلول/سبتمبر 2022 في وحدة العناية المركزة في مستشفى كسرى بالعاصِمة الإيرانيّة طهران.

## ردود الفعل

### محليًا

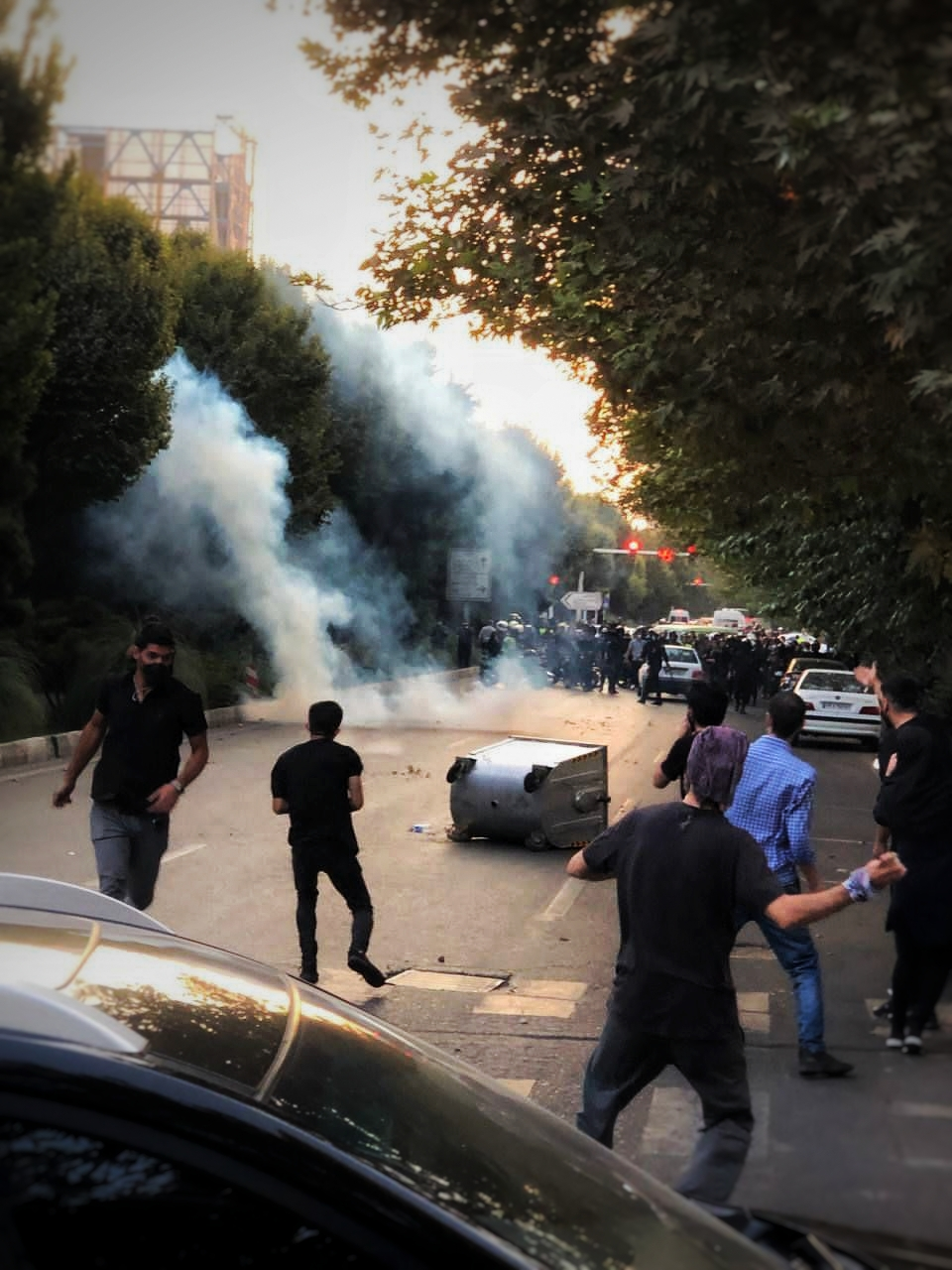
احتجاجاتٌ في شارع كيشافارز المركزي بالعاصِمة طهران ضد شرطة الأخلاق على خلفيّة مقتل أميني.

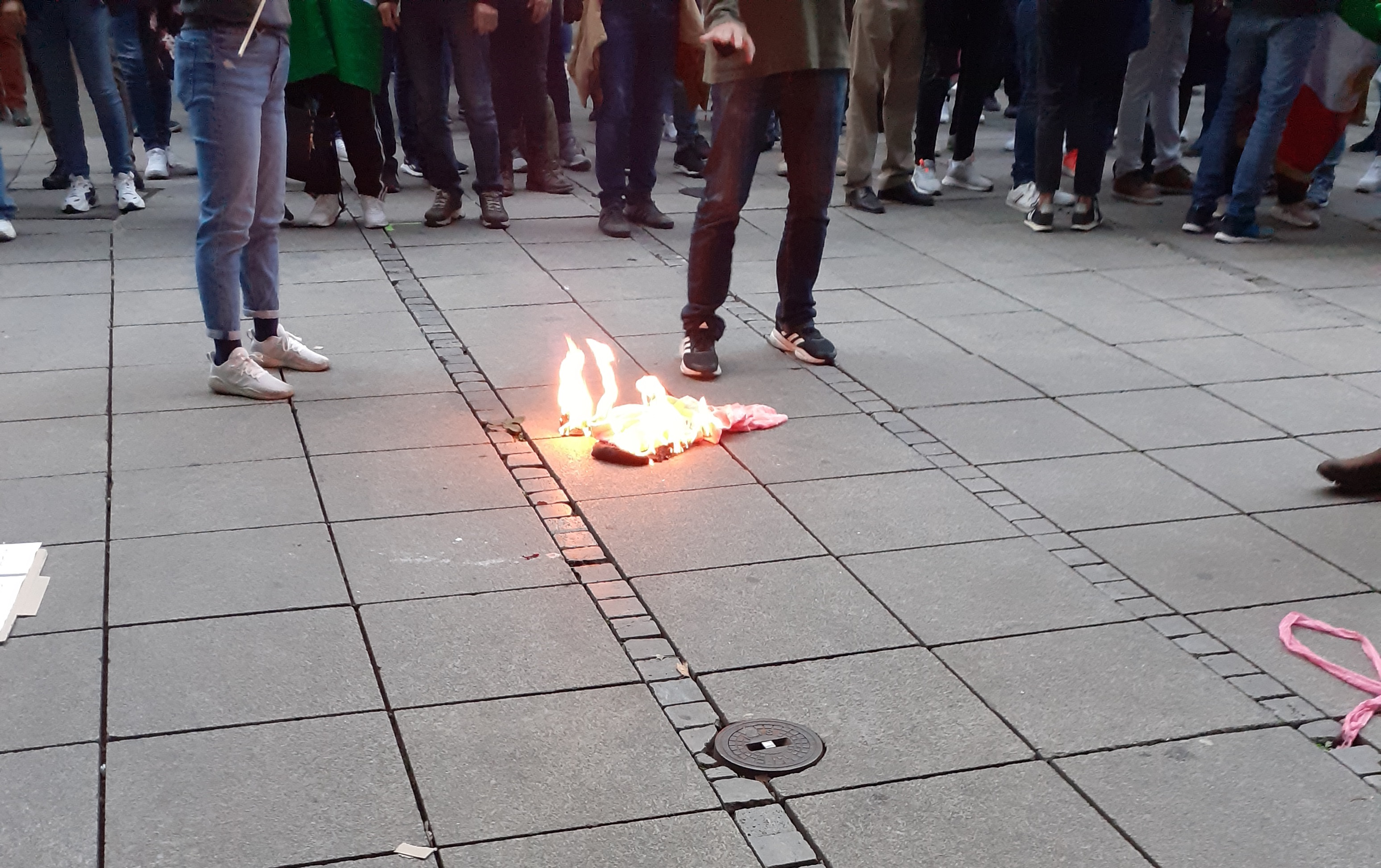
محتجين علي مقتل مهسا أميني في شتوتغارت يحرقون الحجاب.

اندلعت سلسلةٌ من الاحتجاجات في الداخل الإيراني بعد مقتل أميني وخاصّة في بلدة سقز مسقط رأسها التي شهدت مظاهرات عنيفة. هتفَ بعضُ المتظاهرين بشعاراتٍ باللّغة الفارسيّة مثل «المرأة، الحياة، الحرية» كما هتفَ بعضهم بجُملة «الموت للديكتاتور» قاصدين علي خامنئي المُرشد الأعلى للثورة الإسلاميّة. قُمعت كلّ هذه المظاهرات من قِبل الشرطة الإيرانية، فخرجت احتجاجاتٌ جديدةٌ خارجَ مستشفى كسرى في طهران الذي فارقت فيهِ مهسا الحياة ثمّ قامت الشرطة الإيرانيّة مُجددًا بقمعِ المظاهرة واعتقلت عددًا من المُحتجّين. تسبَّبَ قمعُ الاحتجاجات في يومها الأول في إصابة ما لا يقلُّ عن 30 متظاهرًا على يدِ قوات الشرطة الإيرانيّة.
تصاعدت حدّة الاحتجاجات مع توالي الأيام كما اتسعت رقعتها لتشملَ عشرات المدن الإيرانيّة ما اضطرَّ قوات الأمن للانتشار بكثافة في أغلبِ المدن التي طالتها التظاهرات وخاصّة في العاصِمة طهران وفي المدن التي تتبعُ محافظة كردستان. أكّدت عددٌ من المنظمات الحقوقيّة بما في ذلك منظمة هنجاو المحليّة ومنظمة العفو الدوليّة إطلاقَ قوات الأمن النار على المتظاهرين وهو ما أسفرَ عن سقوطِ عشرات القتلى في مناطق متفرّقة، كما وثَّقت ذاتُ المنظمتين ومنظمات حقوقيّة أخرى «التعامل العنيف» لقوات الأمن وباقي الأجهزة التي تتبعُ الحكومة الإيرانية مع هذه الاحتجاجات التي شهدت عدا عن عشرات القتلى اعتقال عدد من النشطاء السياسيين  والحقوقيين.
استمرَّت الاحتجاجات لأسبوعٍ كاملٍ بعد مقتل أميني وانتقلت لعددٍ أكبر من المدن والمحافظات حيثُ ردَّدَ وهتفَ المحتجّون والمحتجات بشعاراتٍ استهدفت بشكلٍ مباشرٍ شرطة الأخلاق وقانون الحجاب الإلزامي والنظام الإيراني ككل، كما أحرقت عدّة إيرانياتٍ حجاباتهنّ لتهليل الحشود وامتدَّ الأمر ليطالَ حرق سيّاراتٍ ومراكز تتبعُ للشرطة الإيرانيّة يوم الثاني والعشرون من أيلول/سبتمبر. حظيت هذه الاحتجاجات والمظاهرات بدعمٍ مدني دولي حيثُ خرجَ عشراتُ المتظاهرين والمتظاهرات في تورنتو واسطنبول ولندن وبعض المدن الأوروبية والأمريكية الأخرى تعبيرًا عن دعمِ الشعب الإيراني وإدانةً لجرائم طهران في حقّ النساء. على الجانبِ المقابل وفي الوقت الذي كانت فيه التظاهرات ضد قانون الحجاب مستمرة، خرجت تظاهرات تؤيده وتدعم الحكومة الإيرانية حيثُ حملَ المتظاهرون صور علي خامنئي وروح الله الخميني كما لوَّحوا بأعلام إيران.

### دوليًا
طالبت منظمة العفو الدولية بفتحِ تحقيق جنائي في مقتل مهسا أميني المشبوهة في إيران، كما طالبت بضرورةِ تقديم «جميع الضباط والمسؤولين عن هذه القضية إلى العدالة» و«التحقيق جنائيًا في الظروف التي أدَّت إلى وفاتها المشبوهة، والتي تشملُ التعذيب وغيره من ضروب المُعامَلة السيّئة في مركز الاحتجاز».
انتقدَ عددٌ من المشاهير الإيرانيين الطريقة التي تعاملَ بها النظام الإيراني مع مهسا ما تسبَّب في وفاتها، حيثُ هاجمَ أوميد معماريان وهو صحفي ومدوِّن إيراني الحكومة الإيرانيّة محمّلًا إيّاها مسؤوليّة ما حصلَ لأميني وغيرها، كما انتقدَ مغنّي الراب وكاتب الأغاني الإيراني هيتشكاس الطريقة التي تقمعُ بها الجمهورية الإيرانيّة طالبي الحريّة. انضمَّت الممثلة الأمريكيّة ليا ريميني هي الأخرى للحملة المُطالبة بضرورة فتح تحقيق جنائي في قضيّة مقتلها ونَشْرِ قصّتها مؤكّدةً أنّ اعتقالها بسبب ارتدائها الحجاب بـ «شكل غير مناسب» يجعلُ الأمر أكثر رعبًا.
وفي 12 ديسمبر 2023، سلم البرلمان الأوروبي، جائزة ساخاروف التي منحها لمهسا أميني بعد وفاتها إلى حركة "امرأة حياة حرية" الإيرانية، وهي أهم مكافأة في مجال حقوق الإنسان صادرة من الاتحاد الأوروبي.